# Romániai magyar sajtóperek

## A sajtóperek gyakorlata
Romániában a magyar sajtó mozgásterét (de ugyanúgy az egyéb publikációkét, a könyvekét is) az 1918–19-es hatalomátvétel után a trianoni békeszerződésig „megszállt területnek” minősülő Erdélyben és Bánságban a bevezetett rendkívüli állapot és katonai sajtócenzúra határozta meg. Ennek érvényességét azonban – annak ellenére, hogy Románia 1923-as alkotmányának 25. §-a kifejezetten előírta a sajtószabadság biztosítását – egy ugyanazon év január 23-án hozott rendelettörvénnyel, a román–magyar „határsávot” a Máramarossziget–Nagyenyed–Petrozsény vonalig kibővítve, egészen az 1920-as évek végéig fenntartották: a sajtócenzúrát csak a Maniu-kormány hatalomra kerülését követően, 1928 novemberében szüntették meg. 1933. december 30-án azonban ismét életbe léptették, amikor elrendelték, hogy a magyar sajtóban kötelező a helységnevek román változatának kizárólagos használata.
A magyar sajtótermékeket és könyveket sújtó cenzúrát a két világháború közötti Romániában – Bíró Sándor szerint – a következők jellemezték: „tudatosan akadályozta azt, hogy a magyar sajtó útján a magyar társadalom rétegeinek faji összetartozása megerősödjék”; „megakadályozták a magyar faji erények dicséretét”; „megakadályozták azt, hogy a magyar sajtóban a román államot vagy a román nemzeti érzületet, a román történelem alakjait kritizálják”; „semmiféle hírt nem engedtek közölni, ami Magyarországot kedvező színben tüntette volna fel a magyar olvasók előtt” (i. m. 434–435). Ezenfelül főképp az 1930-as évek második felétől rendszeresen előírták a magyar lapoknak a közlendő anyagot: román kormányzati érdekeket szolgáló hivatalos közleményeket és cikkeket, sőt Magyarországot, a magyar kormányokat negatív színben beállító írásokat is.
A cenzúra mellett – amelynek nyomait az első időszakban a cenzor által kitiltott szövegek, szövegrészek (nemritkán egész cikkek) üresen hagyott helye jelezte a lapszámban – a romániai magyar sajtó szólásszabadságának korlátozására szolgáltak a sajtóperek is.
A Magyar Kisebbség adatai szerint Romániában magyar újságíró ellen 1934–35-ben indult a legtöbb sajtóper, köztük Szász Endrének, a Keleti Újság főszerkesztőjének 75 sajtópere volt, Olajos Domokosnak közel 50, Krenner Miklósnak 25, Szentimrei Jenőnek, Nyirő Józsefnek, Végh Józsefnek, Botos Jánosnak, Walter Gyulának, Mátrai Jánosnak, Zágoni Istvánnak 10–15.
A vádak között a legtöbb esetben „államellenes izgatás”, „revizionista propaganda” szerepelt, de hoztak ítéletet „hamis lármakeltés” (Paál Árpád: 1934), illetve „pánikkeltés” (Dénes Sándor: 1933, Tabéry Géza: 1934), „az állam hitelének megsértése” (Vuketich Endre: 1934), „az állam biztonságának (tekintélyének) veszélyeztetése” (Mikes Ottó, illetve Sárközi Gerő: 1934), a kormány „túl erős bírálata” (Reményik Sándor: 1934), „rémhírterjesztés” (Gárdonyi István: 1935), „a közhangulat izgatása” (Hollósi H. Sándor: 1936), „a magyar földrajzi név használata” (Major Béla: 1939), „felségsértés” (Daday Loránd: 1936), „nemzetgyalázás” (Kabay Gábor, Tamás Gáspár: 1938) címen is. A Magyar Kisebbség adatai szerint a legsúlyosabb ítéletet Séra Zoltán kapta 1935-ben, őt „államellenes izgatás” vádjával 5 év fegyházra, politikai jogainak 10 évi elvesztésére és 10 000 lej pénzbüntetésre ítélték, de 2 évet kapott „nemzetgyalázás” vádjával Tamás Gáspár, s 1–1 évet Arató András, Daróczi Kiss Lajos, Péter Ferenc, Ványolós István és Vincze Sándor. A magyar írók és újságírók elleni sajtóperek méreteit jelzi, hogy a 22 év alatt 1200 sajtóper esett amnesztia alá, a magyar újságírókat sújtó pénzbüntetések összege pedig elérte a félmillió lejt (Bíró Sándor: i. m. 432).
A véleménynyilvánítás bírósági úton történő korlátozásával a két világháború között különösen a vezető újságírókat vették célba. És ennek egyéb hatása is volt: „A cenzúra – emlékezik vissza Ligeti Ernő – egy egész rövid szakasz kivételével állandóan a sarkunkban volt, és a belénk nevelt öncenzúra is nemegyszer a lényegétől fosztotta meg sajtóbeszámolóinkat” (Súly alatt a pálma).
A magyar könyvek ugyancsak cenzúra alá estek, sőt gyakran előfordult az is, hogy a cenzor által engedélyezett könyvek szerzői, terjesztői ellen indult utólagos hatósági eljárás. A legkirívóbb eset a Gyallay Pap Domokos által magyar iskolába nem járó gyermekeknek szerkesztett ábécéskönyv volt (Kolozsvár, 1935), amelyet „irredentizmussal” vádoltak meg a Székelyföldre helyezett „kultúrzónás” román tanítók. A feljelentés nyomán 50 magyar lelkész ellen indult bírósági eljárás, s a szerkesztőt is felelősségre vonták.
A háborús helyzettel indokolt cenzúra működött a magyar államkeretbe visszakerült Észak-Erdélyben is 1940–44 között (az Erdélyi Helikon 1941 nyarán, a szovjetellenes háború kezdetének hónapjaiban ennek tiltása miatt nem közölhette Reményik Sándor Korszerűtlen versek című ciklusát), ám annak, hogy számos – korábban jelentős – sajtótermék megszűnt 1940 után (az ismert baloldali lapok kiadási jogának megtagadása mellett) részben az is volt az oka, hogy a magyar törvények szerint a lapengedély szigorúbb feltételekhez volt kötve, mint korábban Romániában (folyóiratoknál pl. évente 12-szeri megjelenés), emiatt átmenetileg még az olyan folyóiratok léte is bizonytalan volt, mint az Erdélyi Helikon (amelynek 1940-ig – a nyári hónapokban kiadott összevont számokkal – csak évi 10 száma jelent meg).
A második világháború után sajtóperek elsősorban a korábbi időszakban működő újságírók ellen indultak, akiket azonban, mint „fasiszta eszmék terjesztésében bűnösöket”, háborús bűnösként ítéltek el rövidebb-hosszabb börtönre. Később írókat-újságírókat inkább más fajta politikai perekben ítéltek el.
Ezzel párhuzamosan 1947-től a sajtónyilvánosság fölötti felügyeletet külön erre a célra létrehozott sajtófőigazgatóság gyakorolta: egyetlen sajtótermék vagy nyomtatvány sem jelenhetett meg előzetes jóváhagyása nélkül. Ennek a szervnek és a szerkesztőségekbe-kiadókba elhelyezett politikai felelősöknek a tevékenysége nyomán a kommunista hatalom már az egész szellemi életet irányítása alá vonta.